# Rio Branco (Acre)
Rio Branco (doslova bílá řeka) je hlavní a největší město brazilského státu Acre. Je pojmenované podle stejnojmenné řeky, která se zde vlévá do řeky Acre. Město bylo založeno v roce 1882. Je nejdůležitějším výchozím bodem pro turisty, kteří Acre navštěvují. Řeka Rio Acre ho rozděluje na dvě části, první a druhý okres.
V roce 2006 bylo ve městě přihlášeno 58531 automobilů, vycházely zde tři deníky.
Podle sčítání v roce 2011 zde žilo 319 825 obyvatel, což je téměř polovina obyvatel celého státu.

## Historie
Rio Branco bylo jedním z prvních obydlených míst na březích Rio Acre. V roce 1913 se stalo okresním městem. V roce 1920 se stalo hlavním městem oblasti Acre a v roce 1962 hlavním městem tohoto západobrazilského státu.

## Významné osobnosti
- Tião Viana, guvernér Acre

## Partnerská města
- Ču-chaj, Čínská lidová republika
- Reggio Emilia, Itálie